# Cuenta de crédito renovable
Las cuentas de crédito renovable o rotativo (en inglés: revolving accounts) son un tipo especial de cuentas en el que los clientes disponen de una línea de microcréditos para realizar los pagos que consideren oportunos hasta la cantidad que tienen autorizada, que generalmente se encuentra en el rango de los 300 euros a los 12 000 euros. Tras realizar los pagos, la cantidad se devuelve de forma fraccionada en múltiples cuotas que pueden establecerse como un porcentaje del capital adeudado o bien como una cuantía fija mensual. De este modo, el número de cuotas se puede ir incrementando a medida que se dispone del dinero. A medida que se repaga el capital prestado este vuelve a estar disponible para ser gastado, y en la práctica se «renueva» el crédito. 
También se refieren a ellas por el producto con el que se suele realizar las compras, la tarjeta, y por tanto se les llama tarjetas de crédito renovable, tarjeta de crédito rotativo/rotatorio o tarjetas revolving. El término 'rotar' tiene una acepción de «seguir un turno en cargos, comisiones, etc.» que es aplicable al significado inglés de la palabra revolving, y por tanto el uso del término en inglés es innecesario.
En los últimos años ha sido un producto muy comercializado por todas las entidades bancarias españolas porque aplicaba un tipo de interés próximo al 25 %, generaba un uso recurrente por parte de los clientes y además permitía cobrar gastos adicionales como comisiones de estudio, comisiones de apertura o seguros de protección de pagos.
Teniendo en cuenta todo lo anterior, se trata de un producto muy lucrativo para los bancos pero lesivo para los clientes y por ello recientemente se han iniciado múltiples procesos judiciales solicitando la nulidad de los contratos en base a la Ley de Usura de 1908. En base a esta Ley, se considera nulo todo contrato de préstamo que:
- Tenga un tipo de interés desproporcionado
- Haya sido aceptado por el prestatario por encontrarse en una situación angustiosa.
- Implique pagar intereses superiores al capital recibido.

## Reclamaciones y sentencias judiciales en España
En base a los criterios anteriores, el Tribunal Supremo sentó jurisprudencia cuando dictaminó el 4 de marzo de 2020 que las tarjetas de crédito renovable con tipos de interés cercanos al 25 % podían considerarse usura y por tanto se declaraban nulas y los bancos debían devolver los intereses cobrados. Junto con el criterio de los tipos de interés desorbitados también consideró que muchos clientes no tenían conocimientos para entender las obligaciones asociadas a las tarjetas y por lo tanto faltó transparencia en la comercialización. Por último, otro factor tenido en cuenta por el Tribunal Supremo es que muchos de los clientes se veían obligados a hacer un uso continuado de las tarjetas por la propia obligación de pagar los intereses adeudados, generándose así una situación de vulnerabilidad de la que no pueden salir.

## Soluciones a las tarjetas revolving
Muchos consumidores se ven atrapados en una espiral de endeudamiento o círculo vicioso de deuda a causa de la utilización de tarjetas revolving. Esto ocurre especialmente cuando la cuota mensual que se estipula a pagar por la línea de crédito concedida es muy reducida y el contrato tiene un tipo de interés muy elevado. En la cuota mensual prácticamente no se amortiza deuda, sino que el mayor porcentaje de la cuota va destinado al pago de intereses. La deuda amortizada vuelve a estar disponible y si el consumidor sigue utilizando la tarjeta, la deuda se hace tan elevada que prácticamente el consumidor se encuentra atrapado en una deuda que parece hacerse perpetua. 
Existen soluciones para conseguir salir de esta espiral de endeudamiento producida por el uso de las tarjetas revolving:pedir dinero prestado a un amigo o familiar, solicitar un préstamo personal, ya que los préstamos personales tienen un TAE mucho más reducido que el correspondiente a una tarjeta revolving, o reclamar la deuda extrajudicial y judicialmente. Ninguna de las soluciones anteriores son excluyentes y pueden utilizarse todas ellas para lograr salir del círculo vicioso y acabar con la deuda.